# Dona Torr
Ruth Anne Torr (Chester, 28 de abril de 1883-8 de enero de 1957) fue una historiadora marxista británica que influyó en el Grupo de Historiadores del Partido Comunista. Aparte de sus traducciones de varios clásicos marxistas al inglés, quizá sea más conocida por su biografía inacabada del importante activista obrero, Tom Mann, Tom Mann and his Times (Londres, 1956).

## Biografía
Torr era hija de William Edward Torr (1851-1924) y su esposa, Julia Elizabeth Holmes. Su padre era clérigo y posteriormente vicario de Eastham y canónigo honorario de la catedral de Chester. Tenía tres hermanas y dos hermanos menores. La familia Torr figuraba en la lista de Burke's Landed Gentry y su abuelo, Joh Su padren Torr, había sido un rico comerciante de Liverpool, miembro del partido conservador y firme anglicano. Antes de la Primera Guerra Mundial, Torr asistió a la University College de Londres y se licenció en Filología Inglesa.

## Trayectoria
Antes de la formación del Partido Comunista, Torr era bibliotecaria en el Daily Herald (dirigido por George Lansbury), donde conoció a su futuro marido, Walter Holmes. En 1920 fue miembro fundadora (aunque no destacada) del Partido Comunista de Gran Bretaña. Posteriormente, trabajó en funciones políticas en un segundo plano, ayudando en las publicaciones del partido y actuando como mensajera durante la huelga general de Londres de 1926. También viajó a Moscú como traductora en el V Congreso de la Internacional Comunista, donde el alemán, que dominaba perfectamente, fue una de las lenguas principales de los participantes. Es poco probable que hablara en ruso. También trabajó en el Instituto Marx-Engels, donde tradujo al inglés la edición oficial soviética en alemán de la correspondencia de Marx y Engels (Londres, 1934). Esto hizo que fuera reconocida como estudiosa marxista a su regreso a Gran Bretaña. Luego supervisó la preparación de una edición facsímil especial de "El Capital" de Marx para George Allen y Unwin.
Torr trabajó en la editorial del partido, Martin Lawrence (las iniciales "M.L." aludían a Marx y Lenin), que más tarde se fusionó con una empresa literaria de izquierdas para convertirse en Lawrence and Wishart, donde trabajaría estrechamente con el poeta Douglas Garman. Para celebrar el tricentenario de la Revolución Inglesa de 1640, en 1940, encargaron al joven de Oxford, Christopher Hill, la edición de un conjunto de tres ensayos English Revolution, posiblemente relacionados con los planes de una "Facultad de Historia" en el centro de formación del partido, Marx House, en Londres.

El papel de Torr ha sido infravalorado. Evaluar los propósitos partidistas de Torr es esencial para cualquier análisis de su relación con los historiadores tanto de la preguerra como de la posguerra.

Su marido, Walter Holmes, fue periodista en el Daily Herald y durante los años veinte trabajó en el Sunday Worker del Partido Comunista. Durante los años 30 fue un escritor importante y políticamente ortodoxo en el Daily Worker con publicaciones en Rusia, e incluso visitando Manchuria para cubrir los ataques japoneses a China, que relató en Eyewitness in Manchuria. Es posible que Torr fuera con él. Sin embargo, rara vez escribía ningún material para las publicaciones del partido y sólo escribía ocasionalmente para revistas del partido como Labour Monthly, controladas por el líder del partido Rajani Palme Dutt.

## Influencia
Torr percibió la necesidad de impulsar los estudios históricos dentro del partido. Así, a partir de 1936, reclutó y formó a ese conjunto de intelectuales que hoy llamamos el Grupo de los Historiadores Marxistas Británicos. Todos ellos se refirieron a ella en ocasiones diversas para poner de relieve su rasgo característico: Su enorme generosidad. Hizo gala de la misma durante los largos años en que fue un referente intelectual en la sombra para estos hombres que intentaban desarrollar una nueva forma de hacer Historia a partir del análisis marxista. Uno de los más generosos en su elogio a Torr fue E. P. Thompson, que pasó muchos años trabajando estrechamente con ella en una biografía de William Morris, publicada por el partido. Describió su agradecimiento a Torr en el "Prefacio" de su libro The Making of the English Working Class:

En repetidas ocasiones ha dejado de lado su propio trabajo para responder a mis preguntas o leer borradores de mi material, sentí que algunas partes del libro eran menos mías que una colaboración en la que sus ideas rectoras tenían el papel principal. Ha sido un privilegio colaborar con una erudita comunista tan versátil, tan distinguida y tan generosa ...".

Si bien no cabe duda de su relación, definir cuál fue el tipo de "influencia" real que tuvo en los últimos desarrollos metodológicos de Thompson en el trabajo histórico es discutible. Célebre con sus principales trabajos pioneros de "historia desde abajo", el primer gran trabajo de Thompson, Morris, muestra poco si existen estas influencias. Su obra principal, "The Making of the English Working Class ", fue elaborada tras la muerte de Torr.  Otros conocidos académicos del grupo de historiadores del partido comunista, como Christopher Hill y John Saville, publicaron una colección de ensayos en su honor, Democracy and the Labour Movement, al que otros miembros intentaron contribuir, pero había demasiado. Hill, uno de los historiadores que más ha reconocido Torr, escribió el "Prefacio" de esta recopilación:

Nos hizo sentir la historia en las venas. La historia no eran palabras en una página, ni los tejemanejes de reyes y primeros ministros, ni meros acontecimientos. La historia era el sudor, la sangre, las lágrimas y los triunfos de la gente corriente, nuestra gente.

Buena parte de su trabajo con estos jóvenes historiadores del Partido Comunista consistía en promover su uso del análisis marxista en el naciente campo de la "Historia Laborista", y sobre todo para darle un giro comunista. 
Como dicen ambos "Prefacios", ella fue muy generosa con su tiempo, y cuando le enviaron un borrador del trabajo, hizo un gran esfuerzo para revisarlo y comentarlo en consecuencia. En este sentido, era el tipo ideal de "editora para escritores jóvenes que, debido a su hostilidad hacia el comunismo, normalmente sólo podían publicar sus obras en la editorial del partido Lawrence and Wishart, en su filial de propiedad exclusiva "Cobbett Press" o en algunas firmas aliadas, como "Frederick Muller".
Aparte de una comprensión sofisticada del marxismo-leninismo, no mostró signos de adoptar metodologías originales, ni mostró un uso notable de archivos en sus otras obras. Tampoco hay evidencia de un intento de ser pionera en la historia oral en su trabajo principal con Tom Mann mientras investigaba con él su biografía para los esfuerzos conmemorativos del partido con el viejo veterano. No se la puede ver como la fundadora de un nuevo estilo de investigación histórica, a diferencia de Georges Lefebvre o la Escuela de Annales en Francia.
Sin embargo, una forma de hacer perdurar la influencia organizativa derivaba del círculo de Torr, fue la creación desde el Grupo de Historiadores de dos instrumentos: la revista de investigación Past & Present y, posteriormente, la Labour History Review. Se creó una sociedad vinculada, más asociada a estudios modernos y medievales. Tras su muerte, los "Modernos" (una sub-sección del grupo) incorporaron a otras personas para formar la Society of Labour History, que pervive hasta nuestros días, y publica una importante revista propia. Indirectamente, el grupo de historiadores que ella ayudó a fundar, y sus miembros, también hicieron posible la formación del Taller de Historia (History Workshop) y a otras conferencias y eventos de izquierda para profundizar en el estudio de la historia en Gran Bretaña. A menudo fueron rechazados por la corriente mayoritaria de historiadores académicos, pero los esfuerzos de los sucesores de Torr y su grupo de historiadores, han persistido, algunos en la educación de adultos, o precariamente en los márgenes de la academia, pero nunca se han extinguido, creando una amplia variedad de estudios culturales, obras feministas y continuando aportando a la historia del trabajo y del movimiento obrero. En 2017, participaron en la conferencia, Mujeres historiadoras de Londres, celebrada en el Institute of Historical Research.

## Artículos/trabajos seleccionados
- 1934. "Correspondence: Marx and Engels", traducida por Torr de la versión aprobada en alemán soviético.
- 1936. Tom Mann (un folleto del Partido Comunista para las celebraciones de su 80 cumpleaños)
- 1940. Marxism, nationality and war / a text-book (editor)
- 1943. Marxism and war
- 1948. History in the making (General Editor) (4 volúmenes; los editores reales de los volúmenes 2, 3 y 4 fueron J. Jeffreys, C. Hill y E. Dell, E. Hobsbawm)
- 1954. Democracy and the Labour Movement. Essays in honour of D. Torr (edited by John Saville ("Editorial Secretary"), Christopher Hill, George Thomson and Maurice Dobb)
- 1956. Tom Mann and his Times, vol. 1 (preparado para su publicación después de su enfermedad por Christopher Hill y AL Morton).
- Londres, 1971. "Tom Mann and his Times, 1890–92," , originalmente en la serie de folletos "Our History" del CPGB, más tarde como capítulo en Lionel Munby (ed.), The Luddites and Other Essays.